# World Series of Poker 1997
De World Series of Poker 1997 werden 19 april tot en met 13 mei gehouden in de Binion's Horseshoe in Las Vegas. Het was de 28e editie van de World Series of Poker (WSOP). De WSOP 1997 waren de enige in de geschiedenis van het evenement waarvan de finaletafel van het Main Event in de open lucht werd gespeeld, in een winkelcentrum in Las Vegas.

## Toernooien
| Event                          | Winnaar            | Prijs    | Tweede           |
| ------------------------------ | ------------------ | -------- | ---------------- |
| $2.000 Limit Hold'em           | Kevin Song         | $397.120 | Yuan Lanvin      |
| $1.500 Seven Card Razz         | Linda Johnson      | $96.000  | Peter Brownstein |
| $1.500 Limit Omaha             | Claude Cohen       | $110.400 | Frankie Havard   |
| $1.500 Seven Card Stud         | Maria Stern        | $140.708 | Adam Roberts     |
| $1.500 Pot Limit Omaha         | Chris Björin       | $154.800 | Michael Davis    |
| $1.500 Seven Card Stud Split   | Doug Saab          | $130.305 | Bernie Rosenthal |
| $2.000 No Limit Hold'em        | John Cernuto       | $259.150 | Thomas Sparks    |
| $2.000 Omaha 8 or better       | Scotty Nguyen      | $156.950 | Mike Matusow     |
| $2.000 Pot Limit Hold'em       | Dave Ulliott       | $180.310 | Chris Truby      |
| $2.500 Seven Card Stud         | Vasilis Lazarou    | $169.000 | Caesar Como      |
| $2.500 Pot Limit Omaha         | Mattias Rochnacher | $183.000 | Surinder Sunar   |
| $2.500 Seven Card Stud Split   | Max Stern          | $117.000 | Artie Cobb       |
| $3.000 Limit Hold'em           | Louis Asmo         | $231.600 | Jim Meehan       |
| $3.000 Omaha 8 or better       | Dean Stonier       | $145.200 | John Hom         |
| $3.000 Pot Limit Hold'em       | Phil Hellmuth Jr   | $204.000 | Tom McEvoy       |
| $5.000 Deuce to Seven Draw     | Johnny Chan        | $164.250 | Lyle Berman      |
| $3.000 No Limit Hold'em        | Max Stern          | $237.615 | Kathy Liebert    |
| $5.000 Seven Card Stud         | Mel Judah          | $176.000 | Vasilis Lazarou  |
| $5.000 Limit Hold'em           | Bob Veltri         | $224.000 | Ed Stevens       |
| $1.000 Ladies' Seven Card Stud | Susie Isaacs       | $38.000  | Karen Wolfson    |

## Main Event
Het Main Event was het grootste toernooi van de World Series of Poker 1997. Het is een 10.000 dollar No-Limit Texas Hold'em toernooi. De winnaar van dit toernooi wordt gezien als de officieuze wereldkampioen poker. Er deden in totaal 312 spelers mee.

### Finaletafel
| Positie | Naam         | Prijs      |
| ------- | ------------ | ---------- |
| 1       | Stu Ungar    | $1.000.000 |
| 2       | John Strzemp | $583.000   |
| 3       | Mel Judah    | $371.000   |
| 4       | Ron Stanley  | $212.000   |
| 5       | Bob Walker   | $161.120   |
| 6       | Peter Bao    | $127.200   |

### Andere hoge posities
| Positie | Naam                | Prijs   |
| ------- | ------------------- | ------- |
| 9       | Chris Björin        | $48.760 |
| 12      | Marsha Waggoner     | $33.920 |
| 13      | Jay Heimowitz       | $29.680 |
| 14      | Andrew Black        | $29.680 |
| 16      | Doyle Brunson       | $25.440 |
| 18      | Ken Flaton          | $25.440 |
| 19      | Paul "Eskimo" Clark | $21.200 |
| 21      | Phil Hellmuth Jr    | $21.200 |
| 22      | Billy Baxter        | $21.200 |